# Kiel McLeod
Kiel McLeod (Kelowna, Britanska Kolumbija, 30. prosinca 1982.) kanadski je profesionalni hokejaš na ledu. Desnoruki je napadač i igra na poziciji centra. Trenutačno nastupa u EBEL-u za austrijski EC VSV.

## Karijera

### Amerika
Amatersku karijeru započeo je u ekipi Kelowna Rockets koja nastupa u WHL-u (Western Hockey League). Za Falconse je nastupao od sezone 1998./99. do 2003./04. i ostvario učinak od 261 boda (123 golova, 138 asistencija), i 467 kaznenih minuta u 288 susreta. Nakon 2002./03. sezone u kojoj je ostvario 90 bodova (39 golova, 51 asistencija) i zaradio 163 kaznene minute, McLeod je izabran u drugu All-Star momčad WHL-a. Columbus Blue Jacketsi birali su ga na draftu 2001. kao 53. ukupno u drugoj rundi drafta. Prvi profesionalni angažman dobio je u AHL-u (American Hockey League) za klub Springfield Falcons. U AHL-u je proveo sljedeće tri sezone igrajući za Utah Grizzlies, San Antonio Rampage i Philadelphia Phantoms. U sezoni 2004./05. odigrao je 8 susreta i ostvario učinak od 9 bodova za Trenton Titanse u ECHL-u (East Coast Hockey League). Prije odlaska u Europu dvije je sezone proveo kao igrač Victoria Salmon Kingsa u ECHL-u i jednu kao igrač Albany River Ratsa u AHL-u. 

### Europa
Prvi profesionalni angažman u Europi pronašao je u talijanskom klubu SG Cortina u kojem je proveo sezonu 2008./09. Za njih je odigrao 21 susret i ostvario učinak od 21 boda (10 golova, 11 asistencija). Završetkom sezone napustio je klub i potpisao za austrijski EC VSV koji nastupa u EBEL ligi.

## Vanjske poveznice
- Profil na The Internet Hockey Database